# Ok55-1 i Ok55-2
Ok55-1 i Ok55-2 – parowozy zbudowane na podwoziu Ok22 z założonym kotłem parowozu Tr203 w ZNTK Piła. Wybudowano 2 parowozy tego typu, ponieważ PKP postanowiły więcej parowozów nie kupować (na rzecz lokomotyw spalinowych i elektrycznych).
- Model : Ok55-1...2
- Producent: ZNTK Piła 1954-59
- Liczba wyprodukowanych egzemplarzy: 2

## Dane parowozu
- Układ osi: 2-3-0 (ooOOO)
- Moc: 865 kW = 1160 KM
- Rozstaw osi sztywnych: 4580 mm
- Całkowity rozstaw osi: 8350 mm
- Odległość ścian sitowych: 4115 mm
- Liczba płomienic: 30
- Średnica płomienic: 143 mm
- Liczba płomieniówek: 150
- Średnica płomieniówek: 54 mm
- Masa w stanie próżnym  69,9 t
- Masa służbowa: 76 t
- Masa przyczepna: 51 t
- Nacisk osi napędnych: 17 t
- Nacisk osi tocznych: 11,1 t

## Dane tendra
- Seria: 32D2
- Średnica kół: 1000 mm
- Rozstaw osi wózka: 1800 mm
- Rozstaw czopów wózka: 2000 mm
- Całkowity rozstaw osi: 5600 mm
- Pojemność skrzyni wodnej: 31,5 m³
- Pojemność skrzyni węglowej: 7 t
- Masa w stanie próżnym: 26,4 t
- Masa służbowa: 64,9 t